# Giovanni Battista Bottaini
Giovanni Battista Bottaini (Lovere, 16 settembre 1772 – 24 febbraio 1840) è stato un imprenditore, funzionario e politico italiano, dal 1812 al 1840 vicepresidente della Camera di Commercio di Bergamo, nominato per la prima volta da Napoleone.

## Biografia
Era commerciante in ferro, ma si segnalò come umanista in quanto vicedirettore del locale ginnasio. Svolse anche una certa attività politica diventando sindaco della città. In questo quadro cercò di sostenere l'attività metallurgica dell'area. Forse proprio in quanto detentore di tale carica politica, il 15 gennaio 1812 verrà nominato vicepresidente della Camera di Commercio da parte dell'amministrazione francese.
Alla caduta di Napoleone e con l'avvento dell'Austria, la carica gli venne ripetutamente confermata, tanto che, pur nella rotazione di ben sei presidenti, la Camera di Commercio orobica vide sempre lui alla vicepresidenza.
Parecchie furono le iniziative promosse dal Bottaini a favore dell'economia mercantile locale. La disciplina del mercato della seta, grande voce economica dell'area; la conferma, nel 1825  della nomina dei sensali attuata nel 1813; le pubblicazione dei listini settimanali dei prodotti posti in vendita nei mercati della provincia.
Fra le attività promosse vi fu anche un tentativo di far costruire una ferrovia da Bergamo a Milano (poi ridotta a Monza). Questo progetto si inseriva, peraltro nella complessa trattativa che in quegli anni teneva banco e che ruotava attorno al progetto di costruzione della Ferrovia Milano-Venezia.
La più nota delle iniziative, infatti, è certamente la formazione, nel 1837, di una Commissione, da lui stesso presieduta, e pertanto conosciuta come “Commissione Bottaini”, che aveva il compito di dirottare la linea Venezia – Milano.
Nel 1837 l'Imperial-Regia Privilegiata Strada Ferrata Ferdinandea Lombardo-Veneta era ancora in fase di proposta, la Società non aveva avuto ancora l'approvazione definitiva dell'Imperatore Ferdinando II ma due progetti di tracciato venivano discussi. Il primo, la cosiddetta "linea delle campagne" e una linea proposta da Carlo Cattaneo negli Annali Universali di statistica, in cui egli stessi la definì “Linea delle sei città”.
In entrambi i casi da Milano si prevedeva un rettifilo fin quasi a Brescia. Bergamo sarebbe così rimasta tagliata fuori dalla corrente di traffico principale.
Bottaini e la Commissione effettuarono alcuni viaggi a Milano per cercare di parlare con il progettista, l'ingegnere Giovanni Milani (che rifiutò perfino il colloquio) e Carlo Cattaneo, all'epoca segretario della Direzione lombarda della Società ferroviaria.
L'11 ottobre 1837 la Commissione diede alle stampe una “Memoria intorno alla progettata strada a ruotaje di ferro nel regno lombardo veneto in rapporto ai bisogni della città e provincia di Bergamo” allo scopo di perorare la causa orobica con dati statistici sull'economia dell'area. Interessante spaccato qualitativo e quantitativo dell'economia della provincia bergamasca nel 1837.
La battaglia finanziaria e azionaria intorno alla Società della “Ferdinandea” portarono, alla fine, a un risultato – temporaneo peraltro - che poteva accontentare i bergamaschi ma Bottaini non poté vedere il risultato dei suoi sforzi. Milano fu saldata a Venezia via Treviglio – Bergamo – Brescia solo nel 1857. Bergamo fu nuovamente tagliata fuori dalla corrente di traffico principale nel 1879, ma G.B. Bottaini era scomparso da molti anni.